# Hello! (album Top One)
Hello! – osiemnasty album zespołu Top One wydany przez wytwórnię Magic Records 17 maja 2006 roku. Album zawiera 13 utworów.

## Lista utworów
1. „Hello!” (muz. Top-One, sł. Zbigniew Bieniak)
2. „Zostawcie Titanica” (muz. Jan Borysewicz, sł. Grzegorz Ciechowski) - premiera w listopadzie 2005
3. „A. B. C. D.” (muz. Top-One, sł. Jan Jakub Należyty) - premiera w lipcu 2005
4. „Wrzuć na luz” (muz. Top-One, sł. Jan Jakub Należyty)
5. „Kolor pieniędzy” (muz. Top-One, Dalil Miszczak; sł. Jan Krynicz)
6. „Po prostu... Cześć!” (muz. Top-One, sł. Jan Jakub Należyty)
7. „Novella Blue” (muz. Top-One, sł. Jan Krynicz)
8. „Strach ma wielkie oczy” (muz. Top-One, sł. Zbigniew Bieniak)
9. „Nasze Kilimandżaro” (muz. Top-One, sł. Jan Krynicz)
10. „Życie nie jest nowelą” (muz. Top-One, sł. Jan Jakub Należyty)
11. „Biały miś 2006” (muz. i sł. Mirosław Górski)
12. „Ciao Italia 2006” (muz. Top-One, sł. Jan Krynicz)
13. „Rajski ptak” (muz. Top-One, sł. Jan Krynicz)

## Skład zespołu
- Paweł Kucharski - śpiew, instrumenty klawiszowe
- Dariusz Zwierzchowski - instrumenty klawiszowe, chórki
- Emil Jeleń - instrumenty klawiszowe, chórki

## Dodatkowe informacje
- Produkcja i aranżacje: Top One, Sebastian Golasik i Sebastian Kaizik (Flash Studio Gliwice), utwory: 9, 10, 13 - Top One
- Mix: Sebastian Golasik i Sebastian Kaizik (Flash Studio Gliwice), utwory: 10, 13 - Top One, utwór 9: Bartek Piasecki
- Mastering: Sebastian Golasik (Flash Studio Gliwice), utwory: 9, 10, 13 - Bartek Piasecki
- Nagrań dokonano w Top Studio (styczeń - październik 2005)